# Злочин у селу Дојнице
Злочин у селу Дојнице или масовна отмица у селу Дојнице се догодила 27. јуна 1999. године, када су припадници терористичке организације Ослободилачка војска Косова киднаповали и убили 16 српских и једног бошњачког цивила у селу Дојнице, општина Призрен.
Према подацима Фонда за хуманитарно право, албански терористи су 27. јуна 1999. године извршили напад на српско село Дојнице и киднаповали 17 цивила - 16 Срба и једног Бошњака. Реч је о старијим људима који су остали у својим домовима и након доласка КФОР-а. Међу жртвама је било 9 жена и 8 мушкараца. Жртве до данас нису пронађене, а према речима бројних сведока њихова тела се налазе у масовној гробници близу Призрена. Постоје индиције да су киднаповани Срби били жртве трговине органима.